# ヴィン・スタジアム
ヴィン・スタジアム（ベトナム語: Sân vận động Vinh、英語: Vinh Stadium）は、ベトナムのゲアン省ヴィンにある多目的スタジアムである。

## 概要
収容人数は22,000

## 交通アクセス
ベトナム鉄道のヴィン駅より徒歩約10分。近くにヴィン市の市場がある。